# Apeadeiro de Lapa do Lobo
O apeadeiro de Lapa do Lobo é uma interface da Linha da Beira Alta, que serve a localidade de Lapa do Lobo, no concelho de Nelas, em Portugal.

## Descrição

### Localização e acessos
Esta interface situa-se no interior do aglomerado urbano de Lapa do Lobo, no seu limite noroeste, distando da paragem de camionagem local menos de duzentos metros, via Rua da Canada.

### Infraestrutura
Como apeadeiro de uma linha em via única, esta interface tem uma só plataforma, situada do lado sudeste da via (lado direito do sentido ascendente, para Vilar Formoso), que tem 44 m de comprimento e 38 cm de altura.

### Serviços
Em dados de 2023, esta interface é frequentada por autocarros ao serviço da C.P. substituindo provisoriamente, por motivo de obras, o seu serviço regional, com duas circulações diárias em cada sentido entre Coimbra-B e Guarda.

## História

### Século XIX
A Linha da Beira Alta foi inaugurada pela Companhia dos Caminhos de Ferro Portugueses da Beira Alta em 1 de Julho de 1883, mas Lapa do Lobo não constava entre as estações e apeadeiros existentes na linha à data de inauguração, nem dos horários de 1913, tendo este interface sido criado posteriormente, antes de 1980; tinha originalmente a classificação de paragem, tendo sido elevada a apeadeiro antes de 1985.

### Século XXI
Em 2012, a operadora Comboios de Portugal decidiu eliminar Lapa do Lobo dos horários uma das duas circulações diárias em cada sentido que serviam este apeadeiro desde pelo menos 2009, tendo esta decisão consequências muito negativas para as populações aqui servidas. Mantendo-se a situação nos anos seguintes, foi enviado à C.P. um baixo-assinado em Maio de 2016, ao que empresa respondeu justificando esta medida com a reduzida procura, e por não terem sido programadas quaisquer obras no apeadeiro.
Em 24 de Março de 2017, a Comissão de Utentes da Lapa do Lobo reuniu-se com o presidente da Câmara Municipal de Nelas acerca da beneficiação deste apeadeiro, tendo este afirmado que «não irá fazer a obra agora» uma vez que seria «desperdiçar dinheiro», tendo em conta que os trabalhos de modernização da Linha da Beira Alta tinham o seu arranque previsto durante o segundo semestre do ano seguinte. De acordo com o autarca, a estimativa orçamental para os trabalhos de «alteamento de plataformas e beneficiação do apeadeiro», de forma a adequá-lo às automotoras eléctricas da operadora Comboios de Portugal, era de 20 mil euros, aos quais teriam de se adicionar outros quatro mil euros para as obras de electrificação. Desta forma, o apeadeiro passaria a ser servido por dois dos comboios que até então apenas passavam por ali sem parar, duplicando a oferta de serviços, e facilitando por exemplo o acesso a Coimbra durante o início da manhã. A decisão da Câmara Municipal foi criticada pela Comissão de Utentes, alegando que iria ser prejudicial para as populações servidas pelo apeadeiro, além que iria impedir os testes de paragem que a transportadora tinha previsto para Novembro desse ano.

As duas circulações diárias em cada sentido foram repostas mais tarde, constando dos horários de 2021 e seguintes — substituídos, com igual cadência, por serviços rodoviários durante as obras de requalificação da Linha da Beira Alta em 2022-2023.